# Мутте, Альфонс

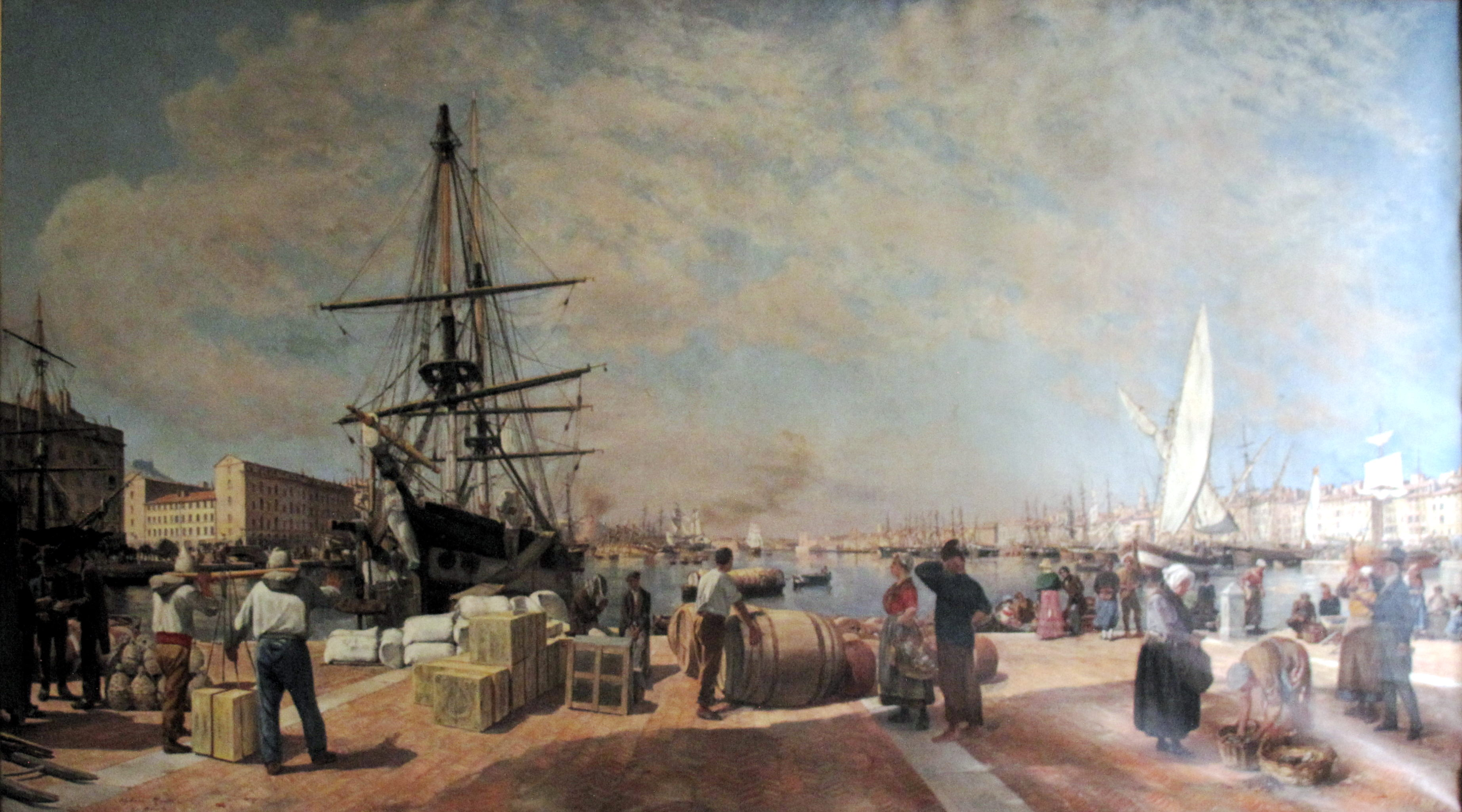
Разгрузка брига в марсельской гавани

Альфонс Мутте (фр. Jean Joseph Marie Alphonse Moutte, 4 марта 1840[…], Марсель — 21 апреля 1913, Марсель) — французский художник-натуралист, известный своими жанровыми сценами и прибрежными пейзажами.

## Биография
Он родился в старинной провансальской семье и начал своё образование в лицее Тьер. Позже он учился в Высшей школе искусства и дизайна Марсель-Средиземноморье, где учился, в том числе, у Эмиля Лубона, хотя его семья хотела, чтобы Альфонс стал торговцем пшеницей. Он действительно проработал в этой сфере несколько лет, но решил стать художником на полную ставку и уехал в Париж, чтобы работать в мастерских Эрнеста Мейсонье. Его первая выставка в Салоне состоялась в 1869 году, и он завоевал медали в 1881 и 1882 годах.
В 1866 году он женился на Терезе Эро. Их дочь Мария Тереза позже вышла замуж за одного из его учеников, Жана-Батиста Самата (1865-1931).
Он вернулся в Марсель в 1891 году и четыре года спустя сменил Доминика Антуана Маго на посту директора Школы. Вскоре он стал известной личностью, и его работы можно было увидеть в галереях по всему Провансу. Он продолжал выставляться в Салоне до самой смерти. Он был награждён серебряной медалью на Всемирной выставке 1889 года и бронзовой медалью на Всемирной выставке 1900 года. Среди его самых известных учеников были Жан-Батист Олив и скульптор Ари Биттер.
Он был хорошим другом Фредерика Мистраля и участвовал в деятельности фелибров. В 1892 году он был избран членом Марсельской академии, а в 1893 году стал кавалером ордена Почётного легиона. Его именем названа улица в Марселе.